# Maria Estrada i Clerch
Maria Estrada i Clerch( Argentona 1902-Mataro 2001)
destacada assistent social en l'àmbit sanitari.
Catalanista i lligada a l'Església, va ser secretària dels Pomells de Joventut - Flors Bosquetanes d’Argentona, un moviment de nois i noies amb una finalitat moral i patriòtica, que havia fundat Josep Maria Folch i Torres al 1920.
Després d'estudiar Comerç, va finalitzar els estudis com a assistent social l'any 1934, en la primera promoció de l'Escuela de Asistencia Social para la Mujer de Barcelona, de la qual seria secretària i més tard directora del Servei Tècnic.
Va desenvolupar la seva carrera professional en el camp sanitari assistencial, i va participar activament, durant l'època de la República, en la lluita contra la tuberculosi, portant a terme una tasca important de planificació, difusió i control estadístic. Més endavant va obtenir el títol d’infermera a l'Hospital Clínic i a la postguerra va ésser secretària de l’Escola Social de Barcelona i directora del secretariat tècnic del Foment d’Acció Social (FAS). Va formar part del grup organitzador del servei social de la Caixa de Jubilacions i Subsidis Tèxtils.
El 1947 acabà els estudis de música al Conservatori Superior de Barcelona i al 1965 escrigué per a Ràdio Barcelona un guió radiofònic. Després obtingué el títol de mestra de català de la Delegació d’Ensenyament de Català d’Òmnium Cultural i durant uns anys donà classes per correspondència a la mateixa entitat.
Ja durant la democràcia, va esdevenir coordinadora del Programa de Drogodependències de la Generalitat de Catalunya, i va posar en marxa programes innovadors en la prevenció de les drogodependències a través de les associacions i col·lectius ciutadans.
El 1993 va publicar Un temps marcat, vivències d’una assistent social 1931-1939, unes memòries en què explica la terrible experiència de la guerra civil, amb la crema d’esglésies, els assassinats o el culte clandestí.
El seu fons personal fou cedit a l'Arxiu Nacional de Catalunya. L’any 2010, l'Institut Català de les Dones la féu aparèixer en el calendari Treball Social, en un reconeixement a la seva trajectòria.